# Belemnia ochriplaga
Belemnia ochriplaga là một loài bướm đêm thuộc phân họ Arctiinae, họ Erebidae.